# Elisa Oricchio
Elisa Oricchio (nascuda el 1979) és una investigadora italiana de càncer que va descobrir que la proteïna EphA7 activa el gen supressor de tumors per a pacients amb Limfoma fol·licular. Va ser guardonada amb el Premi de la Fundació Lorini i el Premi Blavatnik per a Joves Científics per la seva descoberta.

## Biografia
Elisa Oricchio va néixer el 1979, i va créixer en Cilento, Itàlia. Va obtenir una llicenciatura, i va passar a assolir un grau de màster en biologia de la Universitat de Roma La Sapienza. Al 2008, va obtenir el seu doctorat en microbiologia mèdica i Immunologia de la Universitat de Roma Tor Vergata. Es va mudar als Estats Units gairebé tot seguit per començar la seva investigació postdoctoral al Memorial Sloan Kettering Cancer Center a Nova York. En la seva investigació, va identificar l'any 2011 que les cèl·lules tumorals tractades amb EphA7 pura, una proteïna antitumoral, van morir, i això va ser una descoberta significativa en un camp poc investigat. La seva descoberta va ser premiat amb una beca de Sloan Kettering i una de la Fundació d'Investigació del Limfoma. A més a més dels fons d'investigació, va rebre el Premi de la Fundació Lorini el 7 de maig de 2012 a Milà, Itàlia, i el Premi Blavatnik per a joves científics a la ciutat de Nova York, el mateix any.
Al 2012, la seva investigació va identificar que quasi el 70% dels pacients amb limfoma fol·licular havien perdut el receptor EphA7, i estava experimentant amb mètodes per tornar a introduir la proteïna en les cèl·lules. Perquè no hi ha hagut èxit a la curació amb les quimioteràpies tradicionals, el seu treball ha estat finançat varies vegades. Va rebre una segona beca de la Societat de Leucèmia i Limfoma, i una dels Instituts Nacionals de la Salut dels Estats Units.
Al 2014, va ser contractada per l'Escola Politècnica Federal de Zúrich com a investigadora i per donar suport a la creació del nou Centre de Càncer de Suïssa a Lausana en el Hospital Universitari de Lausana. L'Institut Suís per a la Investigació del Càncer Experimental va crear una Càtedra d'Oncologia Traslacional per a Oricchio i, a partir de l'1 de novembre de 2014, es va convertir en professora ajudant en l' École Polytechnique Fédérale de Lausanne, School of Life Sciences.

## Publicacions seleccionades
- Oricchio, Elisa; Saladino, Chiara; Iacovelli, Stefano; Soddu, Silvia; Cundari, Enrico «ATM isactivated by default in mitosis, localizes at centrosomes and monitors mitotic spindle integrity». Cell Cycle. Institute of Biology and Molecular Pathology, National Research Council [Roma, Itàlia], 5, 1, 21-01-2006, pàg. 88–92. DOI: 10.4161/cc.5.1.2269. PMID: 16319535.
- Bonaccorsi, Irene; Altieri, Fabio; Sciamanna, Ilaria; Oricchio, Elisa; Grillo, Caterina, et. al. «Endogenous reverse transcriptase as a mediator of ursolic acid's anti-proliferative and differentiating effects in human cancer cell lines». Cancer Letters. School of Pharmacy, University of Messina [Messina, Itàlia], 263, 1, 20-05-2008, pàg. 130–139. DOI: 10.1016/j.canlet.2007.12.026. PMID: 18282657.
- Mavrakis, Konstantinos J; Wolfe, Andrew L; Oricchio, Elisa; Palomero, Teresa, et. al. «Genome-wide RNA-mediated interference screen identifies miR-19 targets in Notch-induced T-cell acute lymphoblastic leukaemia». Nature Cell Biology. Nature Publishing Group [Nova York], 12, 4, 28-04-2010, pàg. 372–379. DOI: 10.1038/ncb2037. PMC: 2989719. PMID: 20190740.
- Oricchio, Elisa; Wolfe, Andrew L; Schatz, Jonathan H; Mavrakis, Konstantinos J, et. al. «Mouse models of cancer as biological filters for complex genomic data». Disease Models & Mechanisms. The Company of Biologists [Cambridge (Regne Unit)], 3, 11–12, 11-2010, pàg. 701–704. DOI: 10.1242/dmm.006296. PMC: 2965398.
- Oricchio, Elisa; Nanjangud, Gouri; Wolfe, Andrew L; Schatz, Jonathan H, et. al. «The Eph-receptor A7 is a soluble tumor suppressor for follicular lymphoma». Cell. Elsevier Inc. [Cambridge, Massachusetts], 147, 3, 10-2011, pàg. 554–564. DOI: 10.1016/j.cell.2011.09.035. PMC: 3208379. PMID: 22036564.
- Oricchio, Elisa; Wendel, Hans-Guido «Mining the cancer genome uncovers therapeutic activity of EphA7 against lymphoma». Cell Cycle. Taylor & Francis [Nova York], 11, 6, 15-03-2012, pàg. 1076–1080. DOI: 10.4161/cc.11.6.19451. PMC: 3335915. PMID: 22356769.
- Oricchio, Elisa; Wendel, Hans-Guido «Functional genomics lead to new therapies in follicular lymphoma». Annals of the New York Academy of Sciences. New York Academy of Sciences [Nova York], 1293, 7-2013, pàg. 18–24. DOI: 10.1111/nyas.12120. PMC: 3987118. PMID: 23676193.
- Oricchio, Elisa; Ciriello, Giovanni; Jiang, Man; Boice, Michael H, et. al. «Frequent disruption of the RB pathway in indolent follicular lymphoma suggests a new combination therapy». Journal of Experimental Medicine. The Rockefeller University Press [Nova York], 211, 7, 6-2014, pàg. 1379–1391. DOI: 10.1084/jem.20132120. PMC: 4076578. PMID: 24913233.